# Placerovci
Placerovci este o localitate din comuna Gorišnica, Slovenia, cu o populație de 155 de locuitori.